# 2009 en Karatchaïévo-Tcherkessie
Cet article présente les faits marquants de l'année 2009 en Karatchaïévo-Tcherkessie, en Russie.

## Évènements
- Mardi 30 juin 2009 : mise en place d'une « zone d'opération antiterroriste » dans le district du volcan Elbrouz, plus haute montagne du Caucase (5,633 mètres). Ce type de classement donne de très larges pouvoirs aux forces de l'ordre. Il permet notamment un contrôle très strict des accès à la région concernée, ainsi que des fouilles et des contrôles d'identité systématiques.
- Lundi 13 juillet 2009 : Le régime de « zone d'opération antiterroriste » en vigueur depuis le 30 juin dans le district du volcan Elbrouz est levé. Selon l'armée russe, « au cours de l'opération, une grande quantité d'armes, de munitions, d'explosifs ont été saisis, permettant de prévenir plusieurs attentats importants ».